# Luna 15
Luna 15 (rusky Луна 15) byla další automatická meziplanetární sonda k Měsíci ze Sovětského svazu, z programu Luna, která měla za úkol v roce 1969 získat vzorky měsíční horniny. Dopadla však příliš rychle. V katalogu COSPAR byla později označena jako 1969-058A.

## Popis sondy
Sondu tvořily dvě části, přistávací a startovací, měla několik motorků, pohonné hmoty, přístrojovou část a řadu senzorů, vrtačku na ovládaném rameni. Vyrobena byla v konstrukčním středisku OKB Lavočkina v Chimkách, výrobní číslo bylo 401.
Hmotnost samotné sondy byla 2718 kg, včetně pohonných hmot asi 4300 kg.

## Průběh mise
Start nosné rakety Proton K/D se sondou byl před rozedněním 13. července 1969 z kosmodromu Bajkonur. Nejprve byla vynesena na nízkou oběžnou dráhu a vzápětí poté dalším stupněm rakety vyslána na dráhu k Měsíci. Druhý den letu byla provedena první korekce dráhy. Na oběžnou dráhu Měsíce se sonda dostala 17. července, další korekce v oběžné dráze byly provedeny 19. a 20. července a 21. července byly zapáleny brzdící motorky. Došlo však k chybě a sonda v rychlosti 135 m/s dopadla na povrch v Mare Crisium (Moře nepokojů) a po pádu přestala fungovat. Předtím odeslala na Zem 86 rádiových relací.

## Soutěž s USA
Závod dvou rivalů o dosažení Měsíce byl definitivně rozhodnut. V době neúspěchu Luny 15 se Američané z Apolla 11 procházeli po Měsíci.